# Cyrille Rose
Cyrille Rose   (Lestrem, 13 de febrer de 1830 - França, 1902) va ser un clarinetista francès important i va exercir de clarinet principal a l'Òpera de París. Va ser professor i compositor de material pedagògic per al clarinet, gran part del qual encara s'utilitza àmpliament en l'actualitat.
El professor de Cyrille era Hyacinthe Klosé. Va estudiar amb Klosé al Conservatori de París, guanyant el primer premi el 1847.
El professor i clarinetista italià Aurelio Magnani va escriure un llibre de mètodes de clarinet i li va dedicar a Rose.
Va ensenyar a molts intèrprets de clarinet famosos, com ara:
- Louis Cahuzac
- Paul Jeanjean
- Manuel Gómez
- Francisco Gomez
- Henri Lefèbvre
- Henri Paradis
- Henri Selmer
- Alexandre Selmer